# Mistelbachi járás
A Mistelbachi járás Ausztriában, Alsó-Ausztria tartományban található. Mistelbachi járás Hollabrunni, Gänserndorfi és Korneuburgi járásokkal határos. Lakosainak száma 75 483 fő (2019. január 1.).

## A járáshoz tartozó települések
- Altlichtenwarth
- Asparn an der Zaya
- Bernhardsthal
- Bockfließ
- Drasenhofen
- Falkenstein
- Fallbach
- Gaubitsch
- Gaweinstal
- Gnadendorf
- Großengersdorf
- Großebersdorf
- Großharras
- Großkrut
- Hausbrunn
- Herrnbaumgarten
- Hochleithen
- Kreuttal
- Kreuzstetten
- Laa an der Thaya
- Ladendorf
- Mistelbach
- Neudorf im Weinviertel
- Niederleis
- Ottenthal
- Pillichsdorf
- Poysdorf
- Rabensburg
- Schrattenberg
- Staatz
- Stronsdorf
- Ulrichskirchen-Schleinbach
- Unterstinkenbrunn
- Wildendürnbach
- Wilfersdorf
- Wolkersdorf im Weinviertel